# Гиперцикл (химия)
Ги́перцикл (нем. Hyperzyklus) — это способ объединения самовоспроизводящихся макромолекул в замкнутые автокаталитические химические циклы. Теория гиперциклов была развита благодаря трудам учёных Манфреда Эйгена и Петера Шустера.
Теория гиперциклов является абиогенетической теорией происхождения жизни, а также её эволюции. Гиперциклы, которые сами по себе ещё чистая химия, уже обладают некоторыми признаками живого: круговорот веществ и энергии, воспроизведение с наследованием информации, приспособляемость к изменяющимся условиям. Гиперциклы подвержены дарвиновскому естественному отбору, но не на уровне видов, а на уровне молекул, т.е. это гипотеза о молекулярной эволюции, приведшей к созданию первой живой клетки, использующей генетический код для матричного синтеза белка.